# Burg Salzbühl
Der Burgstall auf dem Salzbühl ist eine abgegangene Spornburg auf einem 536 m ü. NN hohen Felsen über der Salzbühlhöhle bei der Gemeinde Bernstadt im Alb-Donau-Kreis in Baden-Württemberg.
Die vermutlich von den Herren von Bernstadt im 12. Jahrhundert erbaute Burg wurde um 1300 zerstört. Von der ehemaligen Burganlage sind nur noch geringe Reste vom Graben und den Randwällen zu sehen.